# Regularis concordia

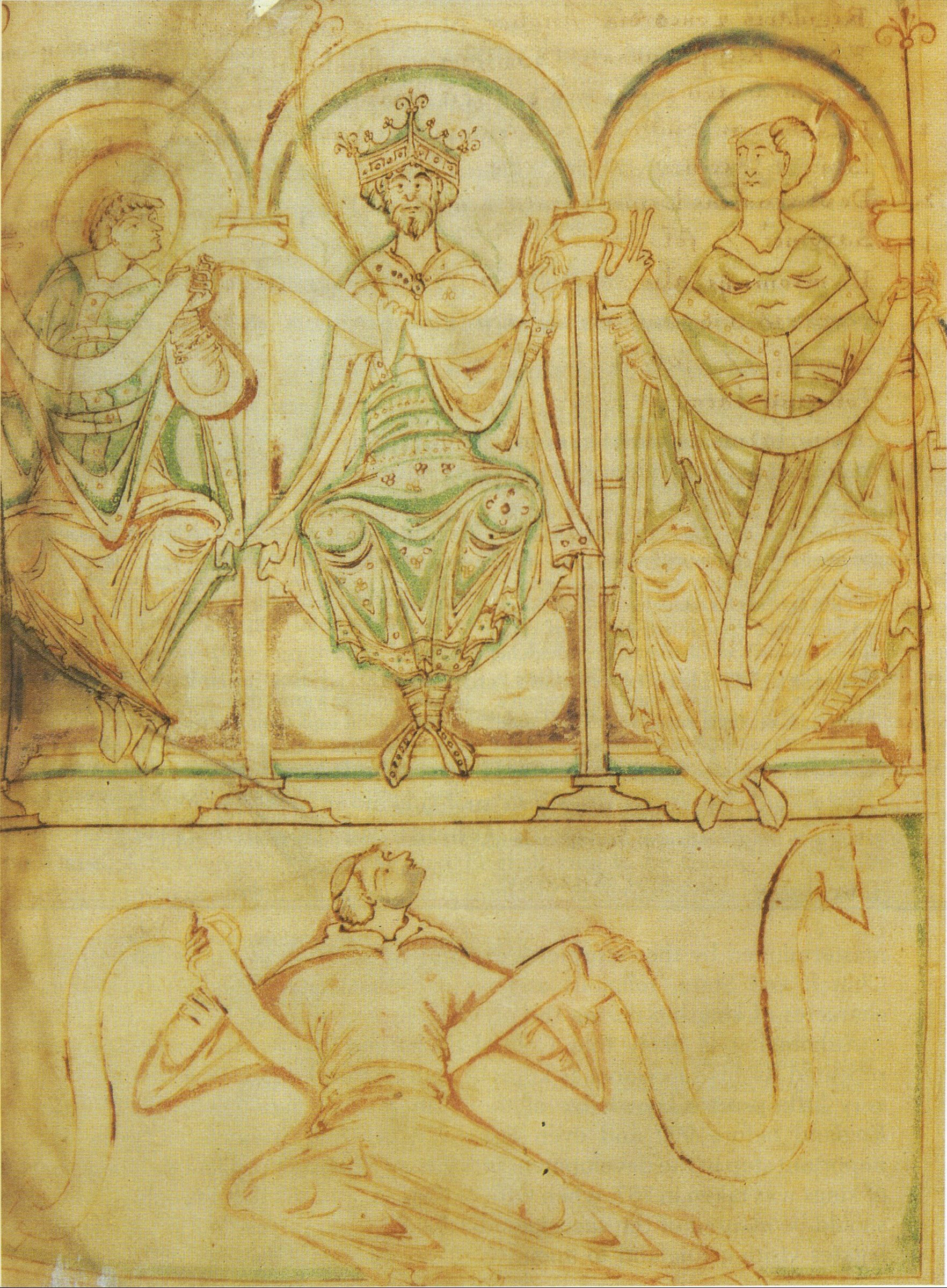
Enluminure d'un manuscrit du XIe siècle de la Regularis concordia (British Library, Cotton Tiberius A III, f2v) représentant le roi Edgar assis entre Æthelwold de Winchester et Dunstan de Cantorbéry.

La Regularis concordia est un texte élaboré à Winchester vers 970. Son titre complet est Regularis concordia anglicæ nationis monachorum sanctimonialiumque, « accord monastique des moines et moniales de la nation anglaise ».
Ce document a été compilé par Æthelwold de Winchester, aidé par des moines de l'abbaye de Saint-Benoît-sur-Loire (Fleury) et de celle de Saint-Pierre de Gand. Il existait alors une grande diversité dans les pratiques observées dans les différents lieux de culte en Angleterre. Afin de pallier le risque inhérent à cette situation, un concile synodal fut convoqué à Winchester vers 970 dans le but d'instaurer des règles communes qui seraient observées dans tous les monastères et Æthelwold fut chargé de les rassembler. Elles ont été reprises de diverses règles observées en Europe occidentale sans beaucoup de particularités propres à l'Angleterre ; en particulier, aucun effort ne fut tenté pour revenir aux pratiques de l'ancien monachisme celte. La procédure adoptée pour l'élection des évêques aboutit à une prédominance de leur origine monastique.

## Manuscrits
Le texte de la Regularis concordia est attesté dans deux manuscrits de la bibliothèque Cotton conservés à la British Library :
- MS Cotton Tiberius A III, f. 3-27 ;
- MS Cotton Faustina B III, f. 159r-198r.

Ils semblent avoir été tous deux produits au monastère Christ Church de Cantorbéry vers le milieu du XIe siècle. Le manuscrit Tiberius est le plus complet des deux et inclut également une glose interlinéaire en vieil anglais.